# Тарновский, Ян Кшиштоф
Граф Ян Кшиштоф Тарновский (1536/1537 — 1 апреля 1567), секретарь королевский (1554), каштелян войницкий (1557—1567) и староста сандомирский. Последний мужской представитель тарнувской линии рода Тарновских.

## Биография
Представитель польского магнатского рода Тарновских герба «Лелива». Сын гетмана великого коронного и каштеляна краковского Яна Амора Тарновского (1488—1561) от второго брака с Софьей Шидловецкой (1513—1551).
Занимал должности: секретарь королевский (1554) и каштелян войницкий (1557), староста сандомирский, стрыйский и долинский.
Ему принадлежали: города Тарнув, Пшеворск и Тернополь, сёла Тарнавец, Кременная, Курылувка, Вевюрка, Рознов, Старое Село в Русском воеводстве. Расширил старый замок в Тернополе.

## Семья
В 1555 году женился на Софии Одровонж (ок. 1540—1580), дочери воеводы подольского и русского Станислава Одровонжа (ок. 1509—1545) и княжны Анны Мазовецкой. Благодаря женитьбе, получил во владение города Сатанов и Ярослав. Брак был бездетен.
После смерти мужа София вторично вышла замуж за воеводу сандомирского Яна Костку (1529—1581).